# Campodorus molestus
Campodorus molestus là một loài tò vò trong họ Ichneumonidae.